# María Teresa Gutiérrez de MacGregor
María Teresa Gutiérrez Vázquez, dite María Teresa Gutiérrez de MacGregor (Mexico, 1927 - Mexico, 4 septembre 2017) est une géographe, chercheuse, professeure et académicienne mexicaine. Elle s'est spécialisé dans l'étude de la géographie urbaine et de la géographie de la population.

## Biographie
María Teresa Gutiérrez Vázquez naît au Mexique du mariage de Cosme Gutiérrez et Prudencia Vázquez, d'origine Santander. Elle fait des études à l'École Nationale Préparatoire puis à la Faculté de Philosophie et Lettres de l'Université Nationale Autonome du Mexique (UNAM) pour obtenir une maîtrise cum laude et un doctorat en Géographie respectivement en 1959 et 1965.
Elle se marie avec l'entomologiste Raúl MacGregor. Elle suit des cours de troisième cycle au London School of Economics et en 1959 obtient un doctorat summa cum laude (mention très bien) en géographie urbaine à l'Institut de Géographie de l'Université de Paris, où elle est élève de la professeure Jacqueline Beaujeu-Garnier,.
Elle est assistante de Pedro Carrasco Garrorena, professeur de météorologie à l'Université Nationale Autonome du Mexique. De 1967 à 1993, elle enseigne la géographie dans la même université. Dans les années 1980, elle est professeure invitée dans plusieurs universités étrangères telles que l'Université de Tennessee, l'Université de Tsukuba, l'Université Complutense de Madrid, l'University College de Londres ou encore à l'Université libre de Bruxelles et l'Académie de Sciences de la Pologne.
Elle est chercheuse à l'Institut de Géographie de l'Université Nationale Autonome du Mexique, institution qu'elle a dirigé en deux occasions, de 1971 à 1977 et de 1983 à 1989. Pendant sa direction elle coordonne la publication de l'Atlas National du Mexique. Elle est chercheuse niveau III du Système National de Chercheurs et de 1992 à 1994, coordinatrice de la section de Géosciences de l'Académie de la Recherche Scientifique. Elle est également membre honoraire du Séminaire de Culture Mexicaine. De 1984 à 1993, elle est vice-président de l'Union Géographique Internationale. Elle est membre honoraire de la Royal Geographical Society de Londres depuis 1980 et membre d'honneur de la Société de Géographie de Paris depuis 1983.

## Distinctions
- Médaille au mérite "Benito Juárez" par la Société Mexicaine de Géographie et Statistique en 1992.
- Reconnaissance de la Third World Organization for Women in Science (TWOWS) en 1994.
- Médaille commémorative du 30 anniversaire de l'Académie de Sciences du Cuba, en 1994.
- Chercheuse Nationale Émérite par le Système National de Chercheurs du Mexique depuis 1994.
- Chercheuse Émérite par l'Institut de Géographie de l'Université Nationale Autonome du Mexique (UNAM) depuis 1996.
- Membre honoraire du Séminaire de Culture Mexicaine.
- Reconnaissance "Forjadores de la Ciencia", par la UNAM en 2003.
- Médaille "Juana Ramírez de Asbaje", par la UNAM en 2003.
- Médaille au Mérite Géographique par la Faculté de Géographie de l'Université Autonome de l'État du Mexique en 2003.
- Lauréat d'Honneur par l'Union Géographique Internationale, délivré pendant le XXX Congrès Géographique International à Glasgow, Écosse, en 2004[7].
- Docteur honoris cause par l'Université Nationale Autonome du Mexique en 2011[8].

## Œuvres
Elle a collaboré pour diverses revues de vulgarisation scientifique. Elle a écrit des chapitres de divers livres publiés aux États-Unis, en Grande-Bretagne, en Belgique, en Espagne, en France, au Mexique et en Pologne. 
- Géographie physique de Jalisco, thèse de maîtrise, 1959.
- Géographie humaine de Jalisco, démographie, thèse de doctorado, 1965.
- Développement et distribution de la population urbaine en Mexique, 1965.
- Étude sur les structures du commerce alimentaire en libre-service en Picardie, France, thèse de doctorat en France, 1969.
- Géographie urbaine. Naissance des premières villes dans le Vieux Monde, 1994.